# Bosque montano de Anatolia meridional
El bosque montano de Anatolia meridional es una ecorregión de la ecozona paleártica, definida por WWF, que se extiende por las montañas del sur de Turquía, el oeste de Siria, Líbano y el extremo norte de Israel.

## Descripción
Es una ecorregión de bosque mediterráneo de montaña que ocupa 76.500 kilómetros cuadrados en las cordilleras del Tauro, Líbano y Antilíbano y las montañas del oeste de Siria.

## Flora
La ecorregión alberga la mayor y más intacta población de cedro del Líbano (Cedrus libani) del mundo.

## Fauna
Entre los mamíferos de la ecorregión destacan el oso pardo (Ursus arctos), el lobo (Canis lupus), el lince boreal (Lynx lynx) y el leopardo de Anatolia (Panthera pardus tulliana).

## Endemismos
Es una de las zonas de mayor biodiversidad de la cuenca del Mediterráneo. Sus picos y valles crean nichos ecológicos aislados que han facilitado la aparición de un elevado número de endemismos vegetales.

## Estado de conservación
En peligro crítico. El pastoreo, la recolección excesiva de plantas silvestres, la tala indiscriminada, la caza furtiva y el aumento del turismo son las principales amenazas.